# Primeira Batalha de Al-Faw
A Primeira Batalha de Al-Faw foi um grande combate que aconteceu durante a Guerra Irã-Iraque, travada na Península de Al-Faw, entre 10 de fevereiro e 10 de março de 1986.
Em 9 de fevereiro de 1986,  Irã lançou a Operação Amanhecer 8, um sofisticado e bem planejado ataque anfíbio através da região de Shatt al-Arab no sul do Iraque, contra as tropas de Saddam Hussein que defendiam a estratégica península de al-Faw, na saída do Golfo Pérsico. Os iranianos acabaram derrotando as forças iraquianas, tomando a região e estabelecendo superioridade aérea, limitando o acesso do Iraque ao oceano. O Irã manteve o controle sobre boa parte de Al-Faw, superando vários contra-ataques das forças iraquianas, incluindo unidades da Guarda Republicana (que utilizavam armas químicas), causando milhares de baixas em ambos os lados a té que a situação se tornou um impasse.
A primeira batalha de Al-Faw foi um grande sucesso para o Irã, que agora controlava uma importante região estratégica. Mas isso aumentou o temor das nações do Golfo Pérsico a respeito de mais sucessos iranianos, o que fez com que países como Kuwait e Arábia Saudita, aumentassem seu apoio bélico e financeiro ao Iraque. O fracasso na batalha foi ruim para o prestígio de Saddam Hussein e seu governo, que ordenou que as defesas na importante cidade de Basra fossem melhoradas. Embora a batalha oficialmente tenha acabado em março de 1986, combates esporádicos na região prosseguiram por dois anos até que, em abril de 1988, o Iraque retomou a Península de al-Faw.